# Johann Christoph Welak
Johann Christoph Welak OSB (* um 1659 in Habelschwerdt, Grafschaft Glatz; † 1728) war Benediktiner und Prior des Stifts Břevnov (deutsch Breunau, Superior des Benediktinerklosters Politz) sowie Heimatforscher und Verfasser einer Chronik von Habelschwerdt.

## Leben
Johann Christoph Welak trat in das Stift Broumov ein. Um 1712 wurde er von Abt Othmar Daniel Zinke, der damals zugleich Abt des Stiftes Břevnov bei Prag war, zum dortigen Prior ernannt. Während seiner Amtszeit wurde die Abteikirche St. Margaretha umfassend renoviert. Für die Ausgestaltung wurden die damals renommiertesten böhmischen Barockkünstler herangezogen.
Johann Christoph Welak befasste sich daneben mit Heimatkunde. Über seinen Geburtsort verfasste er die Chronik von Habelschwerdt.